# József Keresztury
József Keresztury (1870 Bačka – 1936) byl československý kalvínský kněz, politik maďarské národnosti a meziválečný senátor Národního shromáždění ČSR za Zemskou křesťansko-socialistickou stranu.

## Biografie
Pocházel z regionu Bačka. Působil jako kalvínský kněz. V meziválečném období byla jeho působištěm obec Veľký Horeš (Nagygéres). Zasedal ve vedení křesťansko-socialistické strany. Profesí byl reformovaným děkanem ve Velkém Gýreši.
Po parlamentních volbách v roce 1929 získal senátorské křeslo v Národním shromáždění za maďarské křesťanské socialisty. Mandát ovšem získal až dodatečně v roce 1933 jako náhradník poté, co rezignoval senátor Géza Grosschmid. V senátu setrval do roku 1935.